# Emirat de Turtuixa
L'emirat de Turtuixa o taifa de Tortosa fou un estat independent que sorgí a principis del segle XI arran de la desintegració del califat de Qúrtuba. El nucli de l'emirat era la ciutat andalusina de Turtuixa (l'actual Tortosa).
Turtuixa fou ocupada pels musulmans l'any 714 i integrada a l'Emirat de Qúrtuba, que posteriorment es convertiria en califat independent sota la dinastia dels omeies. L'any 1009, en plena guerra civil, el saqaliba Labib al-Amirí es feu amb el poder de la ciutat i es proclamà rei (malik). El territori restà independent fins a l'any 1061, que passà a dependre, primer, de l'húdida al-Múqtadir, emir de Saraqusta, i, després, d'Al-Múndhir Imad-ad-Dawla. A principis del segle xii la ciutat i el seu territori foren ocupats pels almoràvits.
L'any 1148, Ramon Berenguer IV, comte de Barcelona va conquerir Tortosa.

## Origen

### El cop d'estat contra Hixam II
A finals del segle x el califa Hixam II vivia reclòs al seu palau mentre el poder polític real estava en mans del seu totpoderós hàjib, conegut al món cristià amb el nom d'Almansor. Quan morí l'any 1002, fou succeït pels seus fill Abd-al-Màlik i Abd-ar-Rahman Sanxuelo.
L'any 1009 el hàjib Sanxuelo obtingué del califa, que no tenia descendència, un decret en virtut del qual es convertia en el seu hereu. La família reial i l'aristocràcia àrab, que tradicionalment havia ostentat el poder polític a l'Àndalus, reaccionà empresonant Hixam i nomenant califa el seu cosí Muhàmmad II. El hàjib fou executat poc després.

### Els saqaliba i la fundació de l'estat tortosí
En temps del califa Hixam II i els hàjib amírides bona part dels principals funcionaris de l'estat eren esclaus provinents de països cristians (saqaliba) que havien obtingut la manumissió. La majoria d'aquests antics esclaus, que eren eunucs, provenien de l'Europa Oriental i eren d'ètnia eslava. Quan Muhàmmad II accedí al poder aquests funcionaris (anomenats fatà) abandonaren Qúrtuba i aconseguiren prendre el poder en diverses regions de l'Àndalus.
Un dels fatà que abandonà la capital del califat fou Labib al-Amirí al-Fatà, que algunes fonts també anomenen Nabil. Poc després aconseguí prendre el control de Turtuixa i proclmar-se malik (rei).